# Кохем
Кохем (њем. Cochem) град је у њемачкој савезној држави Рајна-Палатинат. Једно је од 92 општинска средишта округа Кохем-Цел. Према процјени из 2010. у граду је живјело 4.998 становника. Посједује регионалну шифру (AGS) 7135020.

## Географски и демографски подаци
Кохем се налази у савезној држави Рајна-Палатинат у округу Кохем-Цел. Град се налази на надморској висини од 83 метра. Површина општине износи 21,2 km². У самом граду је, према процјени из 2010. године, живјело 4.998 становника. Просјечна густина становништва износи 236 становника/km².

## Међународна сарадња
| Мјесто  | Држава    | Врста сарадње | Од    |
| ------- | --------- | ------------- | ----- |
|         | Француска | партнерство   | 1966. |
| Малмеди | Белгија   | партнерство   | 1975. |
| Извор   |           |               |       |